# Relations entre le Brésil et la Tchéquie
Les relations entre le Brésil et la Tchéquie sont les relations diplomatiques entre la république fédérative du Brésil et la république tchèque.

## Histoire
En 1823, la première vague de migrants tchèques est arrivée au Brésil. Le Brésil et la Tchécoslovaquie ont établi des relations diplomatiques en 1918. En 1939, les relations diplomatiques sont interrompues entre les deux nations avec l'arrivée des Nazis à Prague. En 1942, les relations diplomatiques ont été rétablis entre le Brésil et le gouvernement tchécoslovaque.